# Exodus (banda de Polonia)
Exodus fue una banda polaca de rock formada en 1976 y disuelta en 1985 en la capital de Varsovia, Voivodato de Mazovia, en Polonia.
El grupo nunca fue conocido mundialmente, pero si en Europa, gracias a su segundo álbum de estudio titulado "Supernova" de 1981, Exodus es un grupo considerado de culto, gracias a la suave voz del vocalista Paweł Birula.
Su mezcla musical viene desde música de cámara con mezcla de rock progresivo, rock sinfónico, rock experimental, minimalismo y art rock, con arreglos orquestales y la integración del piano en su música. Todos los sencillos de Exodus son cantados en su idioma natal, el polaco.
En 2006 la discográfica Metal Mind Productions relanzó dos álbumes de estudio de Exodus en disco compacto.

## Integrantes

### Exintegrantes
- Paweł Birula - vocal, guitarra de doce cuerdas (1976 - 1985)
- Andrzej Puczyński - guitarra (? - ?)
- Wojciech Puczyński - bajo (? - ?)
- Władysław Komendarek - teclados (? - ?)
- Zbigniew Fyk - batería (? - ?)
- Marek Wójcicki - guitarra (? - ?)
- Jerzy Machnikowski - batería (? - ?)
- Kazimierz Barlasz - vocal de apoyo (? - ?)
- Jacek Olejnik - teclados (? - ?)
- Bogdan Łoś - guitarra (? - ?)
- Joanna Rosińska - vocal de apoyo (? - ?)

## Discografía

### Álbumes de estudio
- 1980: "The Most Beautiful Day"
- 1981: "Supernova"
- 1983: "Hazard"

### Recopilaciones
- 1977: "Nadzieje, niepokoje"
- 1981: "The Best of Tonpress"
- 1985: "Ulibione Melodie"

#### Recopilados después de la separación del grupo
- 1988: "Lista Przebojów Programu III: 1982, 1983, 1984 Dodatek Nadzwyczajny"
- 1992: "Singles Collection"
- 2000: "Złota kolekcja: Najpiękniejszy dzień"
- 2003: "To dla ciebie gramy. Vol 1"
- 2003: "To dla ciebie gramy. Vol 2"
- 2006: "A Day of Sunshine"
- 2006: "The Most Beautiful Dream, Anthology 1977 - 1985" (Limitado sólo a 1,000 copias)
- 2011: "Polskie single '80"

### Sencillos en álbumes
- 1978: "Uspokojenie wieczorne / To co pamiętam"
- 1979: "Niedokończony sen / Dotyk szczęścia"
- 1980: "Ostatni teatrzyk objazdowy"
- 1981: "Spróbuj wznieść się wyżej / Jest taki dom"
- 1982: "Jestem automatem / Najdłuższy lot"
- 1985: "Kosmiczny ojcze / Ta frajda"

### Bootlegs
- 1980: "Rockin' Jamboree '80"

### Sencillos
- "Powstanie Supernowej" (1981)